# 파브리치오 콜론나

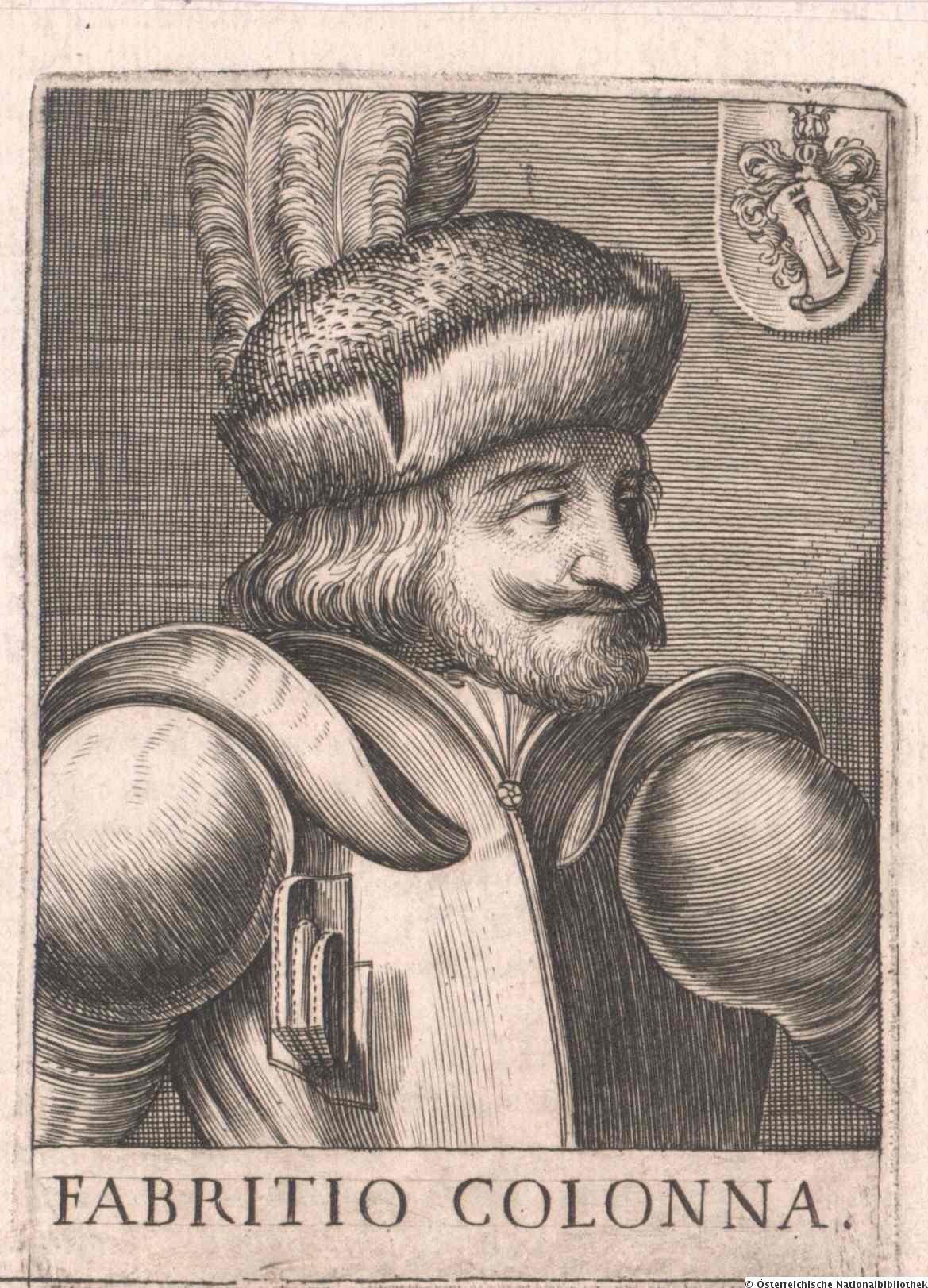
파브리치오 콜론나

파브리치오 콜론나(Fabrizio Colonna, 1450년 경 – 1520년 3월 18일)는 강력한 콜론나 가 출신의 이탈리아인 콘도티에로이다. 그는 에도아르도 콜론나와 필리파 콘티의 아들이기도 하다.
파브리치오는 1452년 이전에 태어났다. 그는 초대 우르비노 공작인 페데리코 다 몬테펠트로와 바티스타 스포르차의 딸인 아녜세 다 몬테펠트로와 혼인했다. 파브리치오는 탈리아코초 백작이자 나폴리 왕국의 사령관으로도 알려져 있다. 이탈리아 전쟁 (1499년-1504년) 동안, 그는 1503년 체리뇰라 전투에서 중요한 역을 하였다. 그는 1509년부터 1515년까지 루이 12세에 대항했던 신성 동맹의 장군이었으며, 라벤나 전투에서 프랑스에 맞섰던 교황군을 지휘했다.
그의 딸은 이탈리아 시인이자 미켈란젤로의 절친이였던 비토리아 콜론나이다. 그의 친척 마르칸토니오 역시도 성공한 장군이었다.
파브리치오는 마키아벨리의 전술론에서 주 화자이며 고전과 최근의 군사 구조, 전략 및 전술에 대한 권위자로서 책 전체에서 언급되어 있다.

## 같이 보기
- 비토리아 콜론나
- 프로스페로 콜란나
- 마르칸토니오 콜론나
- 콜론나 가